# Sergey Brin

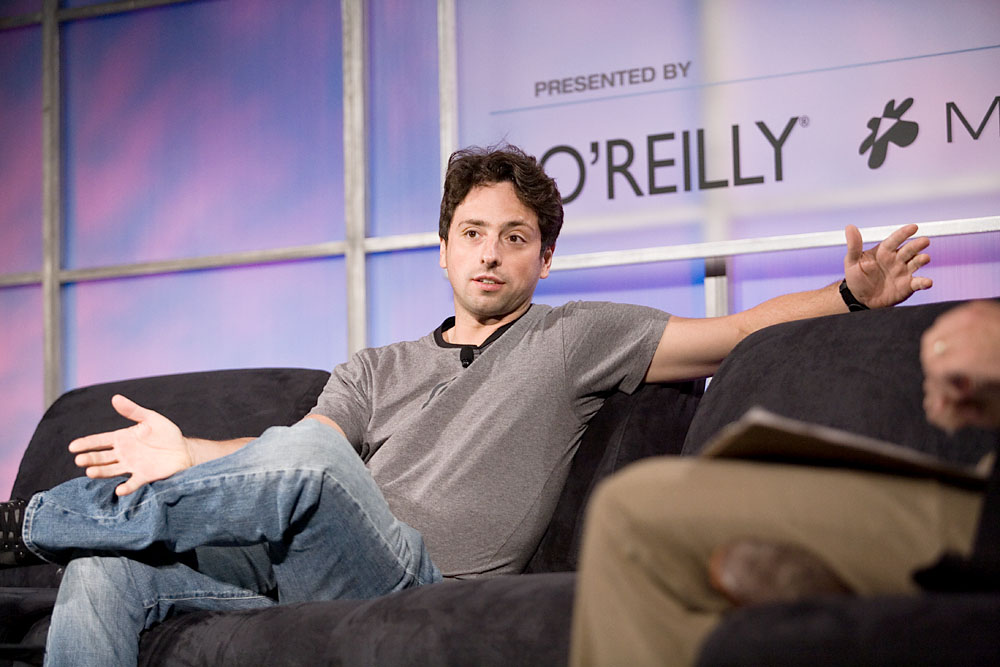
Sergey Brin

Sergey Brin (rusky Сергей Михайлович Брин, Sergej Michajlovič Brin, * 21. srpna 1973) je americký podnikatel, který je spolu s Larry Pagem spoluzakladatelem společnosti Google, která provozuje stejnojmenný fulltextový vyhledávač.

## Životopis
Narodil se v Moskvě do židovské rodiny jako syn matematika a ekonomky. V roce 1979 celá rodina emigrovala do USA. Usadili se v Marylandu. Otec se stal profesorem matematiky na místní University of Maryland. Sergey chodil do školy Montessori. Zpočátku měl potíže se zvládnutím angličtiny, ale jakmile tyto problémy překonal, stal se výborným studentem, dosahoval mimořádných výsledků hlavně v matematice. Střední školu dokončil s ročním předstihem. Vystudoval poté informatiku a matematiku na bakalářské úrovni na University of Maryland (1993). Získal pak stipendium od National Science Foundation, díky němuž mohl magisterské studium absolvovat na prestižním Stanfordu. Zde se roku 1995 seznámil s Larrym Pagem (který měl rovněž montessoriovskou výchovu). 
 Rok poté spolu naprogramovali vyhledávač BackRub pro servery Stanfordovy univerzity. Univerzita nakonec vyhledávač přestala užívat, protože prý zpomaloval síťové připojení. Page s Brinem se ovšem nevzdali a svůj vyhledávač stále zdokonalovali. Tušili, že na otevřené internetové síti bude vyhledávání zcela klíčové, a že cesta vede přes klíčová slova, nikoli přes tematické seznamy. Problém hierarchie nalezených výsledků vyřešili počítáním tzv. PageRank, který udává „důležitost“ jednotlivých stránek na Internetu - podle toho se řadily nalezené výsledky. 15. září 1997 si zaregistrovali doménu Google.com. (Slovo Google bylo zkomoleninou slova "googol" označující v matematice jedničku a sto nul.) Za rok založili stejnojmennou firmu (až do roku 2015 mělo vedení stejnou strukturu: Brin byl ředitel speciálních projektů, Page byl výkonným ředitelem). Sídlila nejprve v garáži jedné z prvních zaměstnankyň Susan Wojcické, v kalifornském městečku Menlo Park. Již roku 1998 získala první cenu za vyhledávač roku. 
V roce 2000 Brin a Page zprovoznili službu AdWords, program, který automaticky pro klienta vytváří reklamní kampaně na základě požadavků, které zadá přes internet. To byl zásadní krok k ziskovosti společnosti. V roce 2004 spustili mailovou službu Gmail. Ten samý rok firma vstoupila na burzu a z obou otců zakladatelů se stali miliardáři. V roce 2005 založili Mapy Google a Google Earth. O rok později koupili největší server na sdílení videí YouTube. V roce 2007 vyvinuli operační systém Android, důležitý pro rozvoj chytrých telefonů. Následný pokus o spuštění vlastní sociální sítě Google+ a vytlačení konkurenčního Facebooku však příliš nevyšel.
V roce 2015 založili Brin a Page společnost Alphabet, která má zastřešovat všechny projekty, do kterých jsou Brin i Page zapojeni, včetně Googlu. Součástí je i výzkumná společnost Calico zabývající se dlouhověkostí, nebo Google X zabývající se vývojem samořídících aut a google-brýlemi (Google Glass).  
 Právě v Google X se dnes Brin nejvíce realizuje.
Stamiliony dolarů Brin věnoval na výzkum Parkinsonovy nemoci, která je v jeho rodině dědičná, a k níž má podle testů zvláštní dispozici. 

Jeho jmění bylo v dubnu 2014 odhadováno na 28,9 miliard dolarů.